# Данілов Ростислав Олексійович
Ростисла́в Олексі́йович Дані́лов (нар. 19 червня 1990 — пом. 8 листопада 2017) — солдат 25-ї окремої повітряно-десантної бригади Збройних Сил України, загинув в ході російсько-української війни.

## Життєпис
Народився 1990 року в селі Велижани (Тюменська область РРФСР). Переїхав з матір'ю на Дніпропетровщину, з малих років мешкав у П'ятихатках. Від 1996 року його вихованням із матір'ю займався вітчим. Закінчив середню школу в П'ятихатках, вступив до ВПУ у Жовтих Водах, здобув фах токаря. Працював за спеціальністю у Дніпрі, потім перейшов до локомотивного депо в П'ятихатках, працював зварювальником. Захоплювався автомобілями, мототехнікою та історичною літературою, любив бойові породи собак.
Після 1,5 року строкової служби в «Десні» 1 листопада 2016 року підписав контракт, і вже за 10 днів був у зоні бойових дій. Солдат, кулеметник 2-ї парашутно-десантної роти 1-го парашутно-десантного батальйону 25-ї бригади. Повернувшись з фронту на ротацію у серпні 2017-го, одружився, а вже 22 жовтня відбув на передову.
8 листопада 2017 року близько опівдня зазнав смертельного поранення в живіт від кулі снайпера — під час вогневого протистояння з противником у районі шахти «Бутівка»; помер дорогою до лікарні.
11 листопада 2017-го похований на Шевченківському кладовищі Дніпра.
Без Ростислава лишились мама, син, та вагітна на той час дружина.

## Нагороди та вшанування
- Указом Президента України № 42/2018 від 26 лютого 2018 року, «за особисту мужність і самовіддані дії, виявлені у захисті державного суверенітету та територіальної цілісності України, зразкового виконання військового обов'язку», нагороджений орденом «За мужність» III ступеня (посмертно)[1]
- 14 травня 2021 року на фасаді П'ятихатської загальноосвітньої школи № 1, де навчався Ростислав, йому відкрито меморіальну дошку[2].